# Hammardammen (Ockelbo socken, Gästrikland)
Hammardammen i centrala Åmot är en sjö i Ockelbo kommun i Gästrikland och ingår i Testeboåns huvudavrinningsområde. Sjön har en area på 0,0433 kvadratkilometer och ligger 132,7 meter över havet.